# デイヴィッド・ニコルソン (第4代カーノック男爵)
第4代カーノック男爵デイヴィッド・ヘンリー・アーサー・ニコルソン（英語: David Henry Arthur Nicolson, 4th Baron Carnock、1920年7月10日 - 2008年12月26日）は、イギリスの貴族、事務弁護士。

## 生涯
父サー・アースキン・ニコルソン（のち第3代カーノック男爵）と母キャサリン・フレデリカ・アルバータの間に長男として生まれる。ウィンチェスター校を経てオックスフォード大学ベイリアル・カレッジを卒業した。第二次世界大戦中はイギリス陸軍王立デヴォン・ヨーマンリー連隊に所属して、少佐まで進級した。
1955年から1986年まで大手法律事務所クリフォード・チャンスの共同経営者を務める。
1982年10月2日、父の死に伴いカーノック男爵位を継承するとともに、ニコルソン氏族の長となる。デイヴィッドは生涯未婚であったため、2008年に死去すると爵位はいとこで、作家アダム・ニコルソンが継承した。アダムの祖父はハロルド・ニコルソン、父はナイジェル・ニコルソン、共に著名な伝記作家である。